# Diocesi di Masuria
La diocesi di Masuria (in polacco: Diecezja mazurska) è una sede della Chiesa evangelica augustana in Polonia. È retta dal vescovo Rudolf Bażanowski.

## Territorio
La Diocesi di Masuria si trova nella zona nordorientale della Polonia. Il suo territorio si estende da nord, al confine con l'oblast di Kaliningrad, a est, al confine con la Bielorussia. Comprende il voivodato della Varmia-Masuria e il voivodato della Podlachia.

## Cronotassi dei vescovi
- Edmund Fiszke (1946 - 1958, deceduto)
- Alfred Jagucki (1959 - 1963, ritirato)
  - Sede vacante (1963-1966)
- Paweł Kubiczek (1996 - 20 marzo 1992)
- Rudolf Bażanowski, dal 21 marzo 1992

## Parrocchie
| Parrocchia | Istituzione | Chiese                            | Immagine                                 |
| ---------- | ----------- | --------------------------------- | ---------------------------------------- |
| Białystok  | 1803        | Chiesa luterana a Białystok       | Marthin Luther Church in Bielsko-Biała   |
| Działdowo  | 1844        | Chiesa del Salvatore a Działdowo; |                                          |
| Giżycko    | 1590        | Chiesa luterana a Giżycko;        | John the Baptist Church in Bielsko-Biała |
| Mikołajki  | 1567        | Chiesa luterana a Mikołajki;      |                                          |
| Mrągowo    | 1525        | Chiesa luterana a Mragowo;        |                                          |
| Nidzica    | 1585        | Chiesa luterana a Nidzica;        |                                          |
| Olsztyn    | 1779        | Chiesa luterana a Olsztyn;        |                                          |
| Ostróda    | 1833        | Chiesa luterana a Ostróda;        |                                          |
| Pasym      | 1553        | Chiesa luterana a Pasym;          |                                          |
| Pisz       | 1669        | Chiesa luterana a Pisz;           |                                          |
| Ryn        | 1773        | Chiesa luterana a Ryn;            |                                          |
| Sorkwity   | 1502        | Chiesa luterana a Sorkwity;       |                                          |
| Suwałki    | 1819        | Chiesa luterana a Suwałki;        |                                          |
| Szczytno   | 1611        | Chiesa luterana a Szczytni        |                                          |